# Lori Beth Denberg
Lori Beth Denberg  (Northridge, California; 2 de febrero de 1976) es una actriz y comediante estadounidense, conocida por su trabajo como miembro del reparto original de la serie cómica de Nickelodeon All That, y por su papel de Lydia Liza Gutman en la sitcom de WB The Steve Harvey Show.

## Biografía
Comenzó a actuar en el teatro comunitario y obras de su escuela a la edad de seis años. Ha participado en shows de televisión como All That (1994-1998) de Nickelodeon, donde tenía un papel regular, Wild Style (1997-1999), y luego el BM 's The Steve Harvey Show (1998-2002). En Figure It Out, tenía el don de adivinar la respuesta correcta antes de que el concursante ganara el gran premio, a menudo incluso antes del final de la segunda ronda.
Tuvo un papel secundario en la película Dodgeball: A True Underdog Story (2004), donde interpretó el personaje de Martha Johnstone. También apareció en la película Buena Hamburguesa con sus compañeros de All That]], Kenan Thompson y Kel Mitchell.
Se reunió con todos los miembros del reparto para el Expo Comikaze de 2011, cuando bromeó en la exposición que estaba «viviendo su vejez». Hizo un breve cameo en un episodio de Adictos al trabajo como ella misma.

## Filmografía
Cine
- Good Burger 2 (2023) - Connie Muldoon
- 18 Fingers of Death! (2006) - Shirley Casa
- Dodgeball: A True Underdog Story (2004) - Martha Johnstone (acreditada como LB Denberg)
- Good Burger (1997) - Connie Muldoon

Televisión
- Adictos al trabajo (2012) - Ella misma (1 episodio)
- Malcolm in the Middle (2004) - Ronnie (1 episodio)
- The Steve Harvey Show (1998-2002) - Lydia Liza Gutman (67 episodios)
- Figure It Out (1997-1999) - panelista regular, ella misma
- All That (1994-1998) - miembro del reparto regular, ella y varios papeles

- Datos: Q6681034
- Multimedia: Lori Beth Denberg / Q6681034